# Tour DuPont
Il Tour DuPont è stata una corsa a tappe maschile di ciclismo su strada che si svolgeva negli Stati Uniti. La manifestazione aveva come principale sponsor l'azienda statunitense DuPont; sponsor secondario era Donald Trump (infatti la corsa non era altro che il Tour de Trump soppresso nel 1990).

## Albo d'oro
Aggiornato all'edizione 1996.
| Anno | Vincitore        | Secondo          | Terzo          |
| ---- | ---------------- | ---------------- | -------------- |
| 1991 | Erik Breukink    | Atle Kvålsvoll   | Rolf Aldag     |
| 1992 | Greg LeMond      | Atle Kvålsvoll   | Stephen Swart  |
| 1993 | Raúl Alcalá      | Lance Armstrong  | Atle Kvålsvoll |
| 1994 | Vjačeslav Ekimov | Lance Armstrong  | Andrea Peron   |
| 1995 | Lance Armstrong  | Vjačeslav Ekimov | Andrea Peron   |
| 1996 | Lance Armstrong  | Pascal Hervé     | Tony Rominger  |

## Statistiche

### Vittorie per nazione
Aggiornato all'edizione 1996.
| Pos. | Nazione     | Vittorie |
| ---- | ----------- | -------- |
| 1    | Stati Uniti | 3        |
| 2    | Messico     | 1        |
| 2    | Paesi Bassi | 1        |
| 2    | Russia      | 1        |